# 아오야마역 (아이치현)
아오야마역(일본어: 青山駅)은 일본 아이치현 한다시에 위치한 나고야 철도 고와선의 철도역이다. 역 번호는 KC 14이며, 상대식 승강장 2면 2선의 구조를 갖춘 고가역이다.

## 타는 곳
| 1 | ■ 고와선 | 하행 | 고와 · 우쓰미 방면              |
| 2 | ■ 고와선 | 상행 | 오타가와 · 나고야 · 쓰시마 방면 |

## 이용 현황
- 2013년 기준 : 6,972명

## 역 주변
- 국도 제247호선
- 도카이 여객철도 다케토요 선 히가시나라와역

## 인접 역
| 나고야 철도 고와선           | 나고야 철도 고와선              | 나고야 철도 고와선           |
| ---------------------------- | ------------------------------- | ---------------------------- |
| KC 12 지타한다 오타가와 방면 | ■ 특급                          | 지타타케토요 KC 16 고와 방면 |
| KC 13 나라와 오타가와 방면   | □ 쾌속 급행 · ■ 급행 · ■ 준특급 | 지타타케토요 KC 16 고와 방면 |
| KC 13 나라와 오타가와 방면   | ■ 보통                          | 아게 KC 15 고와 방면         |